# Corydalis murgabica
Corydalis murgabica är en vallmoväxtart som beskrevs av Michajlova. Corydalis murgabica ingår i släktet nunneörter, och familjen vallmoväxter. Inga underarter finns listade i Catalogue of Life.